# Lac à la Pêche
Lac à la Pêche är en sjö i Kanada.   Den ligger i regionen Mauricie och provinsen Québec, i den sydöstra delen av landet, 260 km nordost om huvudstaden Ottawa. Lac à la Pêche ligger 170 meter över havet. Arean är 2,1 kvadratkilometer. Den sträcker sig 4,4 kilometer i nord-sydlig riktning, och 1,6 kilometer i öst-västlig riktning.
I omgivningarna runt Lac à la Pêche växer i huvudsak blandskog. Runt Lac à la Pêche är det ganska glesbefolkat, med 38 invånare per kvadratkilometer.